# Staphylococcus aureus résistant à la vancomycine

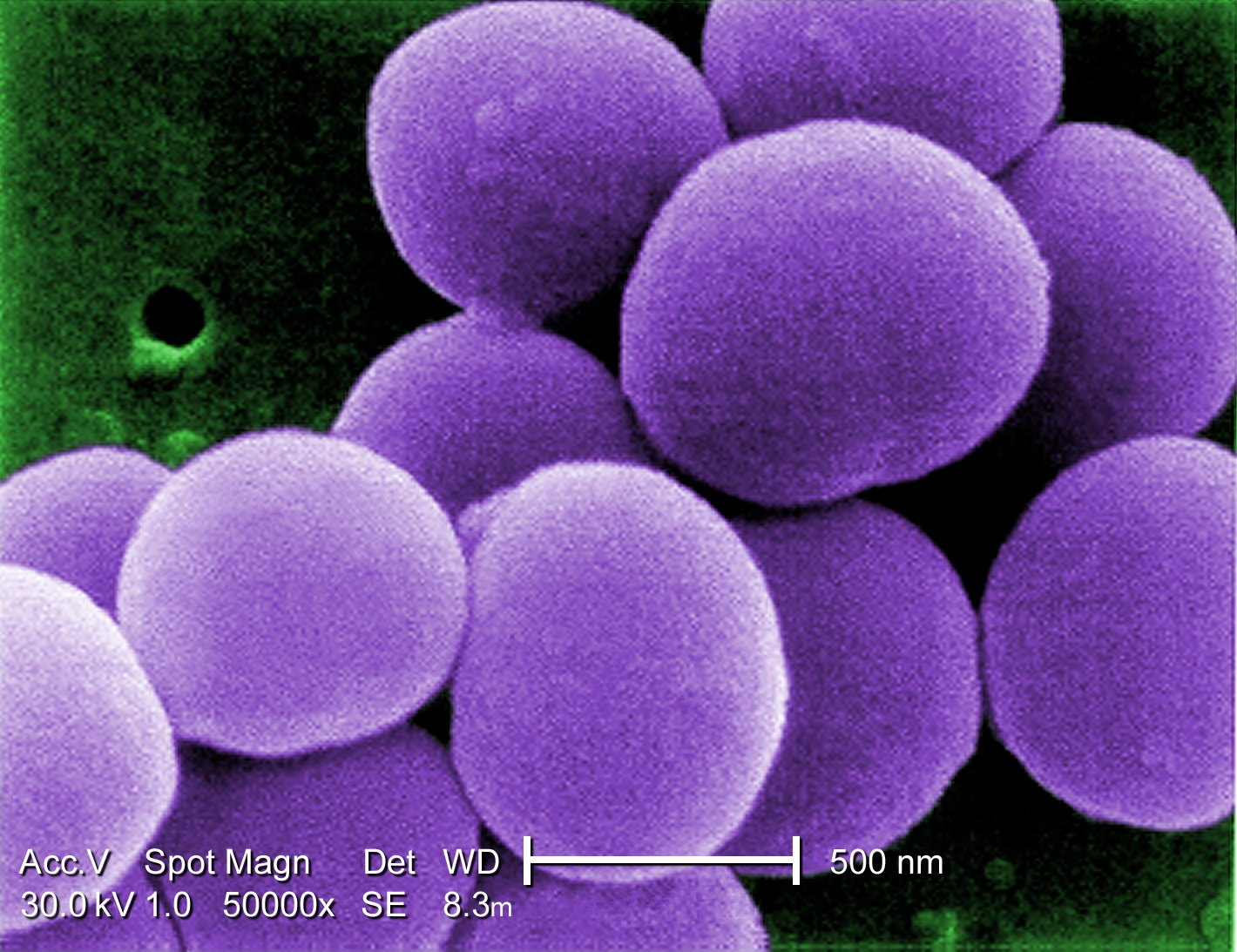
Cette image en microscopie électronique à balayage montre des cellules d'une souche de Staphylococcus aureus issues d'une culture de Staphylococcus aureus intermédiaire à la vancomycine.

Le VRSA ou SARV constitue un ensemble de souches de Staphylococcus aureus (couramment appelé « staphylocoque doré ») devenues résistantes à la vancomycine, un antibiotique glycopeptide.

## Histoire
Trois classes de S. aureus résistants à la vancomycine ont émergé, qui diffèrent par leur sensibilité à la vancomycine : S. aureus intermédiaire à la vancomycine (VISA), S. aureus hétérogène intermédiaire à la vancomycine (hVISA) et S. aureus hautement résistant à la vancomycine (VRSA).

### S. aureusintermédiaire à la vancomycine (VISA)
Le VISA a été identifié en premier lieu en 1996 au Japon et a depuis été retrouvé dans des hôpitaux d'autres pays d'Asie, ainsi qu'au Royaume-Uni, en France, aux États-Unis et au Brésil. Il est également appelé GISA ("glycopeptide-intermediate Staphylococcus aureus" en anglais), ce qui indique une résistance à tous les antibiotiques glycopeptides. Ces souches bactériennes présentent un épaississement de la paroi cellulaire, qui réduirait la capacité de la vancomycine à diffuser dans le septum de division de la cellule, nécessaire à un traitement efficace à la vancomycine.

### S. aureusrésistant à la vancomycine (VRSA)
Une résistance de haut niveau à la vancomycine chez S. aureus a rarement été signalée. Des expériences in vitro et in vivo réalisées en 1992 ont démontré que les gènes de résistance à la vancomycine chez Enterococcus faecalis pouvaient être transférés par transfert horizontal à S. aureus, lui conférant une résistance de haut niveau à la vancomycine. Jusqu'en 2002, un tel transfert génétique n'a pas été signalé pour les souches sauvages de S. aureus ; puis cette année-là, une souche de VRSA a été isolée chez un patient du Michigan. L'isolat contenait le gène mecA de la résistance à la méticilline. Les CMI de la vancomycine de l'isolat du SARV correspondaient au phénotype VanA des espèces dEnterococcus, et la présence du gène vanA a été confirmée par PCR. La séquence d'ADN du gène vanA du SARV était identique à celle d'une souche dEnterococcus faecalis résistante à la vancomycine récupérée à l'aide du même bout de cathéter. On a découvert par la suite que le gène vanA était codé dans un transposon situé sur un plasmide porté par l'isolat du VRSA. Ce transposon, Tn1546, confère la résistance à la vancomycine de type vanA chez les entérocoques.

### S. aureushétérogène intermédiaire à la vancomycine (hVISA)
La définition du hVISA, selon Hiramatsu et ses collaborateurs, correspond à une souche de Staphylococcus aureus qui donne une résistance à la vancomycine à une fréquence de 10-6 colonies voire plus.

## Mécanisme d'acquisition de la résistance
Les souches de hVISA et de Staphylococcus aureus intermédiaire à la vancomycine (VISA) ne possèdent pas de gènes de résistance retrouvés chez Enterococcus. La résistance à la vancomycine semble avoir été acquise en deux phases. La première résulterait de l'épaississement de la paroi associée à une accumulation excessive de résidus acyl-D-alanyl-D-alanine (D-ala-D-ala), conséquence de mutations séquentielles. Ces résidus sont la cible de la vancomycine et séquestreraient le peptide. Cette perte de sensibilité aurait mené à l'apparition d'un souche partiellement résistante nommée VISA (voir ci-dessus). La seconde phase serait quant à elle due à l'acquisition d'un opéron vanA à partir d'entérocoques VRE (Enterocccus résistants à la vancomycine), menant à l'apparition d'une souche hautement résistante à la vancomycine, le VRSA.
La résistance forte à la méticilline et la résistance forte à la vancomycine sont pour le moment exclusives. Elles n'ont jamais été observées simultanément sur une souche donnée. Par contre les mécanismes biologiques de résistance ne sont pas, en théorie, mutuellement exclusifs, ainsi une nouvelle souche ayant les deux résistances simultanément est possible. Étant donné les forces sélectives impliquées dans les hôpitaux, cette émergence est fortement stimulée.

## Diagnostic
Le diagnostic du VRSA peut se faire grâce à la technique du disque de diffusion.

## Traitement de l'infection
Pour les isolats ayant une concentration minimale inhibitrice (CMI) de vancomycine supérieure à 2 µg/ml, il convient d'utiliser une alternative à la vancomycine. L'approche consiste à traiter avec au moins un agent auquel le VISA/VRSA est connu pour être sensible par des tests in vitro. Les agents utilisés comprennent la daptomycine, le linézolide (nouvel antibiotique couvrant également le staphylocoque doré résistant à la méticilline, ou SARM), la télavancine, la ceftaroline ou encore la quinupristine-dalfopristine. Pour les personnes atteintes de SARM, en cas d'échec de la vancomycine, l'IDSA (Société des Maladies Infectieuses Américaine) recommande une forte dose de daptomycine, si l'isolat est sensible, en combinaison avec un autre agent (par exemple, la gentamicine, la rifampine, le linézolide, le TMP-SMX ou un antibiotique bêta-lactamine).
À noter que le linézolide est un antibiotique très dispendieux et a comme effet secondaire possible la survenue de thrombophlébites.